# OWNI
OWNI était, de 2009 à 2012, un site web français spécialisé dans la culture numérique. Il est créé, dans le cadre de la lutte contre la loi Hadopi, en tant que média de distribution libre. Il se présente alors comme un digital think tank. Il cesse son activité le 21 décembre 2012 tout en conservant ses archives en ligne. Son nom est formé des initiales des mots Objet Web Non Identifié.
Durant ses quelques années de vie, le site, à but non lucratif, est financé par une "société 22mars". Des articles y sont alors postés quotidiennement. Une ou deux fois par semaine, le site publie un de ses « magazines », « grands dossiers de réflexion et d'analyse », sur un sujet comme, en 2011, la gestion de la vie privée ou la publicité des données.

## Historique
Lancé le 6 avril 2009, OWNI s'est fait connaître en aidant WikiLeaks lors de la sortie des carnets de guerre concernant l'Irak, en octobre 2010,,. En décembre 2011, le site est de nouveau partenaire de WikiLeaks dans le cadre de l'opération SpyFiles.
Le site a été lauréat de deux prix consécutifs aux Online Journalism Awards en octobre 2010 et en septembre 2011 dans la catégorie « meilleur site en langue non anglaise » et seul finaliste non américain de South by Southwest 2011.
Le 5 décembre 2012, le site d'information Rue89 annonce que « Le site d'information Owni est sur le point de fermer ».
Le 10 décembre 2012, le site ferme ses portes et explique sur sa page d'accueil :

« Owni ne ferme pas. Owni est à vendre. Fini les partenariats avec WikiLeaks, le factchecking, le data-journalisme ; de causer de cultures et libertés numériques ; les papiers sur les enjeux économiques, politiques et sociaux du web, etc. Bye, bye ce que l’on a essayé d’être pendant trois ans. Tout ça sonne comme une fermeture. #oupas.
On se met en pause. Ensemble. Toujours avec beaucoup d’idées, pour mieux continuer et défendre un média qu’on veut innovant, ambitieux et passionné. On ne tire pas le rideau. Au contraire : on ouvre. “Open Home”. Une page d’accueil, un mail et un hashtag, comme un accès vers des discussions, des échanges, libres et accessibles à tous. Un coin d’invention pour après.
“Owni ferme – donc on l'ouvre”. Cette URL, owni.fr, notre maison, est ouverte, là, maintenant. On y est, on y pense et on y cherche. Ouverte à vos idées, à vos soutiens, aux lolcats… et aussi aux investisseurs. Si cette envie est également la vôtre, partagez-la sur Twitter avec le hashtag #OWNIoupas, envoyez cette page à vos amis, contactez-nous sur demain@owni.fr, ou participez sur notre Wiki. »

Le 21 décembre 2012, le site est placé en liquidation judiciaire. Un message sur la page d'accueil annonce la cessation de paiement et explique que les archives resteront en ligne : « Et d'ici là, toutes les archives restent bien sûr en ligne. C'est un bien commun en Creative Commons. ».
Le site n'est plus en ligne depuis janvier 2022.

## Équipe
Présidé par Didier Adès et dirigé par Guillaume Dasquié, Owni a compté Jean-Marc Manach, Hubert Guillaud, Geoffrey Dorne, Andréa Fradin, Lionel Maurel, Julien Goetz ou Ophelia Noor parmi ses collaborateurs réguliers.

## Annexe